# Doidas e Santas
Doidas e Santas é um filme de comédia brasileiro de 2017 dirigido por Paulo Thiago. Baseado no livro homônimo de Martha Medeiros, o roteiro é escrito por Pedro Antônio Paes e Regiana Antonini. O filme é protagonizado por Maria Paula, Georgiana Góes e Nicette Bruno e conta com diversas participações especiais.

## Sinopse
Beatriz Lira (Maria Paula) é terapeuta e escritora, especializada em terapia de casais, tema o qual ela também escreve seus livros. Em sua carreira, ela se encontra pressionada com o prazo para escrever seu novo livro cada vez mais apertado. Em sua vida pessoal, ela precisa lidar com os problemas do próprio casamento com o advogado Orlando (Marcelo Faria) e ainda com a filha adolescente (Luana Maia) e a mãe (Nicette Bruno), com as quais vive batendo de frente.

## Elenco
| Ator/Atriz            | Personagem                |
| --------------------- | ------------------------- |
| Maria Paula           | Beatriz Lira              |
| Georgiana Góes        | Berenice                  |
| Nicette Bruno         | Elda                      |
| Marcelo Faria         | Orlando                   |
| Flávia Alessandra     | Valéria                   |
| Thiago Fragoso        | Alex                      |
| Iván Espeche Gil      | Juan                      |
| Néstor Villa          | Juan                      |
| Luana Maia            | Marina                    |
| Cinara Leal           | Reginalva                 |
| Paulo Mathias Jr.     | Rerisson Ford             |
| Fernando Caruso       | Xamã siberiano            |
| Priscila Fantin       | Professora                |
| Samantha Schmütz      | Kátia Cilene              |
| Jonas Bloch           | Editor de Beatriz         |
| Roberto Bonfim        | Delegado                  |
| Cláudio Amado         | Jymmie Hippie             |
| Theresa Amayo         | Vizinha                   |
| Clara Antonini        | Clara                     |
| Hugo Balcone          | Mestre de cerimônias      |
| Zeca Carvalho         | Kadu                      |
| Hilton Castro         | Motorista da van          |
| César Cimini          | Conciérge do hotel        |
| Hélady de Araújo      | Cleide (as Hélady Araújo) |
| Verônica Debom        | Brigite                   |
| Flávia Espírito Santo | Luisa                     |
| Carlos Fonte Boa      | Marcão                    |
| Charles Fricks        | Pedro                     |
| Iran Gomes            | Belmiro                   |
| Renata Guida          | Helga                     |
| Silvio Guindane       |                           |
| Raphael Logam         | Policial da Lei Seca      |
| Rafael Meirelles      | Leo                       |
| Airam Pinheiro        | Vizinho                   |
| Dilene Prado          | Deusa                     |
| Séfora Rangel         | Judith                    |
| Flavia Reis           | Entrevistadora            |
| Raquel Rocha          | Vizinha                   |
| Delma Silva           | Vani                      |
| Juliana Terra         | Produtora da TV           |
| Sônia Zagury          | Dona Conceição            |

## Produção
O filme é inspirado no best-seller Doidas e Santas escrito por Martha Medeiros. Anteriormente, a história já havia sido adaptada para o teatro por Regiana Antonini, a qual também adaptou para o cinema em parceria com Pedro Antônio Paes. O longa é produzido pela Melodrama Filmes, em coprodução com a MGR Films/Arco Libre, Telecine e Riofilme. As gravações do filme ocorreram com locações no Rio de Janeiro e em Buenos Aires, na Argentina.
O filme marca a estreia da atriz Maria Paula como protagonista no cinema.

## Lançamento
O filme participou de duas edições do 7º Cine Fest Brasil, uma em Buenos Aires, Argentina, e outra em Montevidéu, no Uruguai. A estreia no cinemas ocorreu em 24 de agosto de 2017 com distribuição pela Imagem Filmes.

## Recepção

### Bilheteria
O filme não alcançou o sucesso esperado em seu lançamento nos cinemas. Segundo dados da Ancine, Doidas e Santas foi lançado em 24 salas pelo Brasil e teve um público de cerca de quase 30 mil espectadores. A receita total gerada pelo filme foi de R$ 421.006,83.

### Resposta da crítica
O filme não atingiu uma recepção positiva entre os críticos especializados. No site agregador de críticas AdoroCinema, o filme possui uma média de 1,9 de 5 estrelas () com base em 7 resenhas publicadas na imprensa brasileira. Francisco Russo, escrevendo para o website AdoroCinema, avaliou o filme com apenas 1 estrela de 5, o classificando como "Muito Ruim", e disse: "Extremamente mal dirigido, Doidas e Santas é um filme que faz rir pelo motivo errado: certas situações são tão artificiais que provocam um riso involuntário de tão mal feitas."
Susana Schild, para o jornal O Globo, escreveu: "A direção de Paulo Thiago alinhava situações previsíveis com alguma graça e leveza, mas sem rompantes criativos. Os interiores são de um PIB estratosférico, os exteriores procuram acentuar paisagens de um Rio ideal, sobretudo quando visto do alto." Da Folha de S.Paulo, Andrea Ormond escreveu: "Doidas e Santas se retroalimenta da indústria de comédias ditas femininas. A própria atriz Maria Paula sai do papel de amiga em De Pernas pro Ar e vira protagonista. [...] O filme é leve e rola macio. Só não espere grandes momentos."